# إسحاق رايلي
إسحاق رايلي هو سياسي كندي، ولد في أكتوبر 1853 في كندا، وتوفي في 8 يوليو 1926 في كندا.